# 彭建文
彭建文（1966年9月—），男，汉族，广东中山人，中华人民共和国政治人物，中國共產黨黨員。毕业于广东省社科院、中山大学经济管理、高级管理人员工商管理专业。曾任全國人大廣東代表、河源市長、中山市副市長。

## 生平
1986年1月加入中国共产党。1988年1月参加工作，先后任中山市建委规划办报建员、临时负责人。1989年11月，任中山市建委报建组副组长。1992年9月，任中山市规划局规划报建科副科长（正股）。1993年7月，任中山市规划局建管科科长（副科）。1995年9月，任中山市火炬开发区规划分局局长（正科）。1996年4月，任中山市规划局副局长（正科）。1996年11月，任中山市规划局副局长（副处）。1998年2月，任中山市人民政府副秘书长（正处）。1999年3月，任中山市人民政府副市长。2004年3月，任中共中山市委常委、市人民政府常务副市长。2007年1月，任中共中山市委副书记。2011年5月，任中共河源市委副书记、代市长（5月当选市长）。2013年，当选第十二届全国人民代表大会广东地区代表。2017年5月，不再担任中共河源市委副书记、河源市市长，调任广东省安全生产监督管理局党组书记。2017年6月19日，他因涉嫌严重违纪，接受中共广东省纪委组织审查。2017年9月1日，第十二届全国人民代表大会常务委员会第二十九次会议通过其辞呈。